# Mögel (musikgrupp)
Mögel är ett svenskt tidigt punkband från Farsta som bildades 1978. De spelade ofta på Oasen (en punkklubb i Rågsved) och gjorde närmare 500 spelningar runt om i Sverige, Belgien, Frankrike och dåvarande Tjeckoslovakien. Bandets uppsättning var Ulrika Malmgren (sång), Gitte Lilja (bas), Marie Wrengler (trummor) och Eva Bergström (gitarr). Bandet bildade även Skitfria Teatern som gjorde ett fyrtiotal föreställningar. År 1982 lämnade Ulrika Malmgren bandet och de övriga fortsatte som trio till 1983 då bandet splittrades. Bandet återuppstod 2009 inför releasen av en CD-samling och gjorde ett tiotal spelningar fram till november 2010. 2011 avled Marie Wrengler.
År 2018 släppte bandet sin nya låt "Mitt orange kuvert". Låten recenserades på TV4s Nyhetsmorgon och väckte Pensionsmyndighetens uppmärksamhet. Nästa låt handlade om hypokondri. Under 2020 släppte bandet singeln "ÖKA!". Samma år blev Anna Lund, som även spelar med Anna Högberg Attack och Mariam The Believer, trumslagare i bandet.
I maj 2022 presenterades den tidigare Pink Champagne-sångaren Ann Carlberger som ny medlem på Mögels bandsida på Facebook.

## Diskografi
- MP (Slick Records 1981)
- Mögel 1978-83 (Massproduktion 2009)
- Mitt orange kuvert (Massproduktion 2018)
- Hypokondri (Massproduktion 2019)
- ÖKA! (Massproduktion 2020)

## Medverkan på samlingar
- Mun mot Mun Metoden (Slick Records 1983) kassett
- Från Plommons till Drain (Svenskt Rockarkiv 2002) CD

## Radioteater
- Svensk Höst (inspelad 21/9 och sänt 15/11 1981) medverkande var bland annat Erland Josephson

## TV-program
- Punken och fäderneslandet (1979) med KSMB och Ebba Grön
- Eran (2017) SVT, dokumentär i tre delar